# Josef Johann Schmidtler
Josef Johann Schmidtler (* 15. August 1910 in München; † 24. Oktober 1983 ebenda) war ein deutscher Herpetologe.

## Leben
Schmidtler war der Sohn einer bayerischen Beamtenfamilie. Bereits in seiner Kindheit wurde sein Interesse an Amphibien und Reptilien geweckt, die in den damals noch ausgedehnten Aulandschaften der Isar und in anderem Ödland vorkamen. Nach einem Studium der Jurisprudenz in München und Kiel machte er eine berufliche Karriere in der Finanzverwaltung. Als Teenager trat er der „Isis“, dem Münchner Verein für Aquarien- und Terrarienkunde, bei. Später wurde er Mitglied bei Salamander, der Vorläuferorganisation der DGHT.
Vor dem Zweiten Weltkrieg erstellte Schmidter Listen der Herpetofaunen von Mittelmeerländern, wobei ihm Lücken und Ungenauigkeiten in den damaligen Unterlagen auffielen. Im Rahmen ausgedehnter Studien- und Sammelreisen versuchte er daher, systematische und tiergeographische Fragen zu klären. Zahlreiche Reisen mit seinem Sohn Josef Friedrich (* 1942) führten die beiden zuerst nach Spanien und anschließend in den Vorderen Orient, in den Iran und bis nach Pakistan. Mehrfach bereisten sie die Türkei. 1970 beschrieben Josef Eiselt und Hans Martin Steiner die iranische Molchart Batrachuperus persicus (heute Paradactylodon persicus) auf der Basis der Larven. Die beiden Schmidtlers reisten daher in das schwer zugängliche Gebiet an der Grenze zur Sowjetunion, aber auch sie konnten dort nur ganz junge, etwa 30 mm lange Larven fangen. Die Tiere wurden lebend nach München transportiert, wo es gelang die Larven zur vollen Entwicklung zu bringen. 1971 erfolgte die Erstbeschreibung der adulten Tiere durch die Schmidtlers im Aquarium Magazin. Nach einem Studium der Bergbachmolche in Westpersien erhielt der wenig erforschte Zagros-Molch 1975 Artstatus durch die Schmidtlers. 1978 wurde Eiselts Zwergnatter (Eirenis eiselti) durch die Schmidtlers erstbeschrieben.
Dank seiner Sprachbegabung konnte sich Schmidtler relativ schnell in die Sprache des jeweils besuchten Landes einfühlen, was ihm Kontakte zur Bevölkerung und damit auch Zugang zu ihrer Mentalität, ihrem Brauchtum und ihrer Kunst ermöglichte. Seine letzte Reise machte er 1983 gemeinsam mit seinem Sohn in die Türkei.

## Dedikationsnamen und Auszeichnungen
Nach Schmidtler und dessen Sohn benannte Eiselt im Jahr 1979 die Unterart Apathya cappadocica schmidtlerorum der Kappadokischen Eidechse. 1974 wurde Josef Johann Schmidtler zum Ehrenmitglied der ISIS gewählt. 1976 wurden die Schmidtlers mit der Medaille Forscher aus Leidenschaft der Kosmos-Gesellschaft ausgezeichnet.